# August Kallert
August Kallert (* 30. August 1882 in Neustadt an der Aisch; † 2. Juni 1958 in Dachau) war ein deutscher Maler.

## Leben und Wirken
August Kallert, der Sohn eines Lehrers in Neustadt an der Aisch, studierte an der Akademie in München. Dort waren seine Lehrer u. a. Johann Caspar Herterich, Otto Seitz und Angelo Jank. Nach mehreren Lehr- und Wanderjahren (in England, Belgien, Holland, Italien)  sowie einem längeren Studienaufenthalt in Paris ließ sich der Künstler 1910 in Dachau nieder. Er war aktiv an der Gründung der Künstlergruppe Dachau beteiligt, aus der sich später die Künstlervereinigung Dachau formierte.
Seit 1919 stellte er regelmäßig im Münchner Glaspalast aus. Er trat 1922  der Münchner Neuen Sezession bei. In der Zeit des Nationalsozialismus war Kallert Mitglied der Reichskammer der bildenden Künste und von 1947 bis zu seinem Ableben Vorsitzender der Künstlervereinigung Dachau.
Zahlreiche seiner Gemälde sind im Besitz der Stadt Dachau und diverser Behörden. In Dachau erinnert eine Straße an den Künstler. Einige seiner Werke befinden sich in der Gemäldegalerie Dachau, in der Städtischen Galerie im Lenbachhaus in München, in den Bayerischen Staatsgemäldesammlungen und in der Staatlichen Graphischen Sammlung München.

## Künstlerisches Werk
In seinen Sujets war der Maler vielseitig: Von seiner Hand stammen Figurenbilder, Akte, Porträts, Landschaften und Stillleben. Vor allem in den Jahren 1910 bis 1930 setzte er sich mit den fortschreitenden Bewegungen seiner Zeit auseinander. In seinem Werk finden sich Anklänge an die Neue Sachlichkeit (Kunst) und den expressiven Realismus im Stil Max Beckmanns.
Für seine Vaterstadt Neustadt malte er deren alte Tore und ein Porträt des Prinzregenten Luitpold von Bayern.

## Werke (Auswahl)
- Winter in Dachau, Öl/Lwd. 61 × 75 cm
- Die Festkutsche vor dem Tor, Öl/Lwd. 63 × 76 cm
- Einkaufsfreuden in Dachau, Öl/Malpappe 49,2 × 64,2 cm
- Der Sommer im Unteren Markt, Öl/Lwd 66 × 59,6 cm
- Das blaue Dachauer Schloß an einem föhnigen Oktobertag, Öl/Malpappe 54 × 45 cm
- Ein stiller Sommernachmittag, Öl/Malpappe 51 × 61 cm
- Sonnenuntergang in Dachau an einem frühen Winterabend, Öl/Lwd. 133 × 163 cm
- Sonnenstrahlen bei einem Sommergewitter über Dachu, Öl/Lwd. 62 × 72 cm
- Hochsommer am Dachauer Alststadtberg, Öl/Malpappe 49 × 64 cm
- Ein düsterer Wintertag, Öl/Lwd. 65 × 80 cm
- Leuchtende Herbstfarben an der Münchner Straße, Öl/Lwd. 63 × 48 cm
- Dachauer Volksfest, Öl/Lwd. 73,4 × 64 cm

## Sicher belegte Teilnahme an Ausstellungen in der Zeit des Nationalsozialismus
- 1934: München, Neue Pinakothek (Große Münchener Kunstausstellung; Veranstalter: nazistische Kameradschaft der Künstler München)
- 1939: München („Münchner Kunstausstellung“)
- 1944: Salzburg ("Deutsche Künstler und die SS"; mit dem Bild Austragbauer in Dachau)